# ベネトン・B187
ベネトン・B187 (Benetton B187) は、ベネトン・フォーミュラが1987年のF1世界選手権参戦用に開発したフォーミュラ1カーで、ロリー・バーンが設計した。決勝最高成績は3位。

## 概要

### エンジン
前身のトールマン時代は1985年までハート、ベネトンとしての初年度1986年はBMWのターボエンジンを使用したが、1987年はコスワースが開発したフォードのターボエンジンを使用した。
このエンジンは前年にハース・ローラが使用していたV6ターボエンジンで、イギリスのコスワース・エンジニアリングでキース・ダックワースが開発を担当。Vバンク角は120度だった。この配置には等間隔爆発のメリットがあるが、ホンダは以前よりVバンクを80度とし、TAG・ポルシェエンジンでは90度、フェラーリはこの1987年にバンク角を120度から90度に変更しており、フォードは1987年に参戦したエンジンの中で最も広角のVバンクを持つエンジンだった。エンジン本体のサイズが非常にコンパクトな点が特徴であったが、そのパワーは前年に使用したハースのロス・ブラウンが「全然パワーがなかった」、アラン・ジョーンズが「小型のエンジンだったが、まったくの腑抜けだった」と評しており懸念される点であった。

### 開発
バーンは3年連続で異なるメーカーのエンジンを使用する車体を設計することになったが、この年はそれまでの直列4気筒から、V型6気筒への変更であった。BMW直4からフォードV6へのエンジン変更が決まったのは1986年の10月のことだったが、開幕戦ブラジルGPまでに4台のB187が作成され、会場のジャカレパグア・サーキットに運ばれた。マシンの基本構成はB186の設計が引き継がれ、エンジンがBMWよりコンパクトなフォードV6となったことでリヤカウルの全高をB186より低く抑えることが出来た。それに伴ってリヤデッキを低めてリアウイングの効率を高める空力デザインが施され、「低く・細く」を基本コンセプトとしていた。

### フロントウィング
バーン独特のフロントウィングはフラップを持たない大判のプレートをノーズの左右に取り付け、ワイヤーでノーズ中央部から左右の翼端板内側まで吊って支持していた（このためカイトウィングと呼ばれた）。これはウィングというよりも、路面との間でグラウンド・エフェクトを発生するベンチュリ構造であり、ダウンフォースによってプレートがしなると翼端板が地面に接し、ウィングカーのサイドスカートのような機能を狙っていた。
フロントウイングでのベンチュリ効果とリヤディフューザーによるベンチュリ効果により、フラットボトム規定下にあっても「ダブル・ベンチュリカー」として設計されていた。

### 細いフロントノーズ
バーンは前年のB186からノーズを従来より細めにデザインし始めていたが、それはノーズを細く絞り込むとその周辺の空気がスムーズになりフロントウイング下面のベンチュリ効果が高まるだけでなく、リヤウィングやマシン全体のグランドエフェクト効率まで向上することを確信していたからであった。B187ではこれまでのフォーミュラカーには無かったような細いカーボン・モノコックをメス型成形で製作し、フロントのノーズコーンからコクピットまでのデザインはB186よりもさらに細いものとなった。これは旧来のアルミハニカム・モノコックとFRP製カウルの構成ではノーズの造形に限界があったため、カーボンコンポジット工作技術の向上によってバーンの空力への要求をそのまま形にすることが可能となりB187で実現できたという、時代の変化と技術革新の賜物でもあった。
B187のこの細身の絞り込んだノーズは「ペンシル・ノーズ」、「ニードル・ノーズ」と呼ばれ、以後ライバルチームに模倣された。バーンのアイディアは1988年以降のF1マシンのフロントノーズがどんどん細くなっていく流れを生み出した。

### 苦心したフロントダンパー
フロントノーズが細く絞り込まれたことによって無理が生じた個所もあり、バーンが最も悩んだのがフロントダンパーの設置方法だった。まだフロントサスのスプリングダンパーを横置きにするアイディアは誕生していなかったため、フロントの左右サスを支えるスプリングダンバーユニットは前後互い違いにフットボックス上方に配置し、プッシュロッドで圧縮するという特殊かつ強引なレイアウトを取るしかなかった。コクピットが極めて狭くなることも避けられず、ドライバーのテオ・ファビとティエリー・ブーツェンは足をただでさえ狭いモノコック内の、上部をダンパーユニット配置のため削られた台形の空間に押し込んでペダル類を操作することとなった。

### 1987年シーズン
車両の空力コンセプトは最先端と言えるものを持っていたが、搭載するフォードのV6ターボエンジンの耐久性能が低く、完走率が低かった。フォードのターボは第二世代と言えるものであったが、すでにフェラーリが捨てていたアイディアである120度のVバンク角をはじめ性能面も中途半端ともいえるものであり、予選ではセカンドロウを獲得するなど速いラップタイムを刻めたが、決勝レースでポイント獲得を重ねていくことはできず決勝最高位はファビによるオーストリアGPでの3位であった。コンストラクターズ・ランキングは5位となった。
設計者のロリー・バーンはB187を総括して、「スレンダーなスタイルのノーズは、狙い通りの効果を生み出せたと思う。モノコックは幅が狭いほど剛性が強くなるし空力的にも有利だった。フロント部分が狭いとサイドに設置したインタークーラーやラジエーターにも風が当たりやすくなった。」と述べる一方で、「フォードのV6ターボはエンジンそのものは悪くないが、スロットル・レスポンスには問題があった。その問題を良くしない限り、モナコやデトロイトのようなストリートコースではつらい。とは言えスロットルを全開にさえしてしまえば、悪くないターボ・エンジンだった。」と話し、同年のエンジンに不満が無かったわけではないと述べ、ドライバーのファビもモナコGPの予選後に「エンジンのレスポンスはちょっとひどいね。シーズン最悪のレースになりそうだ。」と同じくレスポンスの問題を訴えていた。フォードも改良を加えると、ブーツェンが「今までのスロットルレスポンスの悪さがウソみたいだ。まるで自然吸気エンジンのようにスムーズなレスポンスで、今度はシャシーのセッティングに細心の注意を払わなければならないね。」とドライバーが驚くような改善に成功した。バーンの希望としては翌1988年ももう一年ターボ・エンジンを使用することを望んでいたが、コスワースがノンターボの方が安全策だと主張したこともあり、結果的にはベネトンがフォード・コスワースのターボエンジンを使用したのはこの1年のみとなった。
第11戦イタリアGP後には、監督のピーター・コリンズがイギリスF3チャンピオンとなった若手ジョニー・ハーバートをブランズ・ハッチでのテストでB187に乗せたところ、初のF1ドライブでブーツェンより好タイムを出したことで一躍パドックでその名を広めることとなった。第15戦日本GPの3日後にはイモラに移動し、ミナルディのアレッサンドロ・ナニーニと、国際F3000チャンピオンとなったステファノ・モデナ、同二位のルイス・ペレス＝サラを翌年のオーディションを兼ねてB187に乗せてテスト。コリンズは、あえて難しいマシンセッティングで乗車させていたナニーニの走りを評価し、翌年のレギュラードライバーとして起用を決めた。年が明けて1988年1月にはコリンズがイギリスF3でランキング5位となったデイモン・ヒルをテストに招いた。B187はヒルにとって初めて運転したF1マシンである。

### シャシー履歴
B187は9台が作成されたが、1号車は開幕前にジャカレパグア・サーキットで行われたテストセッションで全損したため、シーズン中に使用されたシャシーは8台だった。

## 成績
| 年   | マシン | タイヤ | No. | ドライバー | 1            | 2              | 3            | 4          | 5                  | 6            | 7            | 8          | 9              | 10               | 11           | 12             | 13           | 14           | 15       | 16                 | ポイント | ランキング |
| ---- | ------ | ------ | --- | ---------- | ------------ | -------------- | ------------ | ---------- | ------------------ | ------------ | ------------ | ---------- | -------------- | ---------------- | ------------ | -------------- | ------------ | ------------ | -------- | ------------------ | -------- | ---------- |
| 1987 | B187   | G      |     |            | ブラジルの旗 | サンマリノの旗 | ベルギーの旗 | モナコの旗 | アメリカ合衆国の旗 | フランスの旗 | イギリスの旗 | ドイツの旗 | ハンガリーの旗 | オーストリアの旗 | イタリアの旗 | ポルトガルの旗 | スペインの旗 | メキシコの旗 | 日本の旗 | オーストラリアの旗 | 28       | 5位        |
| 1987 | B187   | G      | 19  | ファビ     | Ret          | Ret            | Ret          | 8          | Ret                | 5            | 6            | Ret        | Ret            | 3                | 7            | 4              | Ret          | 5            | Ret      | Ret                | 28       | 5位        |
| 1987 | B187   | G      | 20  | ブーツェン | 5            | Ret            | Ret          | Ret        | Ret                | Ret          | 7            | Ret        | 4              | 4                | 5            | 14             | 16           | Ret          | 5        | 3                  | 28       | 5位        |

- 太字はポールポジション、斜字はファステストラップ